# Anemia donnell-smithii
Anemia donnell-smithii är en ormbunkeart som beskrevs av William Ralph Maxon. Anemia donnell-smithii ingår i släktet Anemia och familjen Anemiaceae. Inga underarter finns listade.